# 濫坑
濫坑，是臺灣苗栗縣頭份市的一個傳統地域名稱，位於該市南部。相較於今日行政區，其範圍大致與濫坑里相近。

## 歷史
台灣清治末期至日治初期，濫坑地區為一街庄，稱為「濫坑庄」，隸屬於竹南一堡。該庄北與尖山下庄為鄰，東北與永和山庄為鄰，東南與大坪林庄為鄰，南邊及西邊為隔南港溪分別與赤崎仔庄、造橋庄為界。
1901年（日治明治三十四年）11月，全台廢縣廳改設二十廳，該庄隸屬於新竹廳。1909年（明治四十二年）10月，合併二十廳為十二廳，該庄隸屬不變。1920年（大正九年），廢十二廳改設五州二廳，該庄改制為「濫坑」大字，隸屬於新竹州竹南郡頭分庄。1940年6月，頭分庄升格為頭分街。
戰後頭分街改制並改名為頭份鎮，隸屬於新竹縣，大字亦改制為里。1950年桃、竹、苗分治，頭份鎮改隸屬於苗栗縣。2015年10月，因人口超過10萬，頭份鎮升格為頭份市。

## 聚落
本地區發展較早的聚落有藤坪、菓作園、濫坑等，在日治期初期的官方地圖上已有記載。此外，本地區尚有二坪聚落。

## 交通
省道台13線是香山內湖至豐原的幹道，其中尖山至豐原路段俗稱「尖豐公路」，大致以縱向轉西北—東南走向再轉縱向經過濫坑地區西部及西南部，向北可前往竹南、香山內湖並止於省道台1線路口，向南可前往苗栗、三義、豐原等地。
鄉道苗5-2線是廣興至濫坑的道路，也是本地區北部的橫向連絡道路，其西側端點位於本地區西北部省道台13線路口。由此向東南轉東南東再轉東北蜿蜒而行，並止於北部邊界東段，大約是妙德寺南方的區道苗5-1線路口。
鄉道苗5線是頭份至下林坪的道路，大致以北北西—南南東走向轉縱向再轉西北—東南走向經過本地區東北部邊界地帶。由該道路向北北西轉北北東再轉西北可前往東興、頭份市區東南側並止於東興大橋北岸的濱江街口，向東南可前往永和山、下林坪並止於省道台3線路口。